# Стиліхон
Флавій Стиліхон (лат. Stilicho; близько 358 — 22 серпня 408) — римський полководець вандальського (по батькові) походження, фактичний правитель Західної Римської імперії при імператорі Гонорії, консул у 400 та 405 роках.

## Походження та військова кар'єра
Його батько був кавалерійським офіцером на службі в імператора Валента. Стиліхон рано присвятив себе військовій професії, відзначився в кількох битвах, отримав повагу у вояків. Імператор Феодосій Великий послав його укласти мирний договір з Персією. Виконавши покладене доручення з честю, Стиліхон повернувся до Константинополя, і Феодосій віддав йому руку Серени, своєї улюбленої племінниці. Ставши начальником кавалерії, Стиліхон незабаром піднявся і до звання головнокомандувача всіма військами імперії (magister militum).

## Захист імперії
Феодосій, помираючи, доручив Стиліхону турботу про свого молодшого сина Гонорія, і у 395 році Стиліхон став фактичним правителем Західної Римської імперії, яка дісталася Гонорію в результаті поділу, але заявив претензії на управління східною частиною держави, призначеної Феодосієм своєму старшому синові, Аркадію. Суперником його на Сході став Руфін, який правив Східною імперією. Після смерті Руфіна Стиліхон сподівався захопити її в свої руки, але зустрів опір фаворитів Аркадія. Євтропій, який зайняв місце Руфіна, оголосив Стиліхона ворогом держави (397 рік), маєтки його були конфісковані, проти нього відправляли вбивць. Однак, Стиліхон все ще намагався попередити міжусобну війну. Він здійснив похід в Африку і скинув її бунтівного коміта Гільдона (398 рік). У тому ж році його вплив на Заході був зміцнений шлюбом імператора Гонорія з Марією, дочкою Стиліхона.

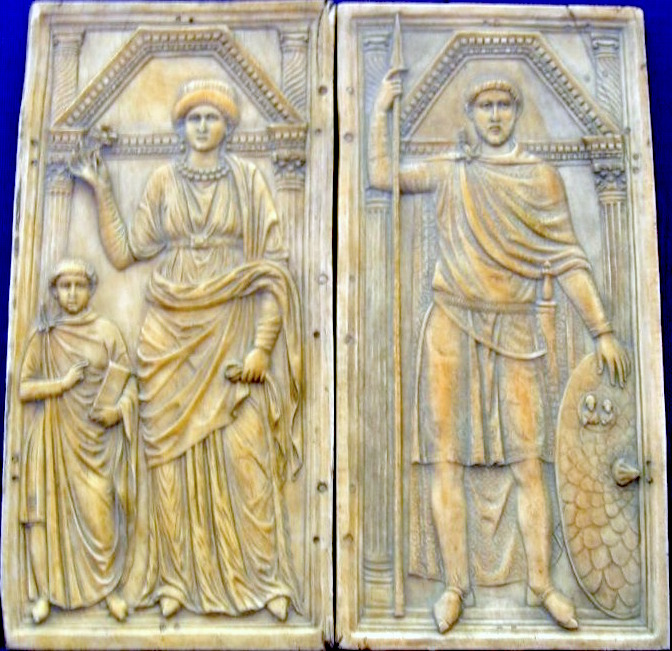
Стиліхон (з правої сторони) та його дружина Серена та син Євхерій.

Коли вестготи під проводом Аларіха розоряли Пелопоннес (396 рік), Стиліхон прибув до Греції через Коринфську затоку, мав з готами кілька битв у горах Аркадії і ледь не змусив Аларіха здатися, проте все ж таки за наказом імператора дав готам відступити. З 401 року розпочалася низка вторгнень вестготів до Італії. Коли Аларіх у листопаді цього року рушив на захід, Стиліхон врятував Рим, зміцнивши стіни міста, викликавши легіони з Британії і Рейнську армію, після чого сам вирушив до Реції і Норика, де набирав серед варварів легіони, залишивши Гонорія в Медіолані (сучасний Мілан). Аларіх підійшов до Медіолана, але зреагував Стиліхон, мав з ним битву при Полленції (6 квітня 402 року) в день Великодня. Християнські письменники повідомляють, що Стиліхон скористався святом для нападу на християн-готів. Потім вестготи зазнали нищівної поразки при Вероні у 403 році і були відкинуті, а Італію — звільнено. Стиліхон з імператором урочисто вступили в Рим. У 405 році Стиліхон переміг іншого загарбника, Радагайса. Під Флоренцією полководець розбив армію Радагайса, а його самого захопив у полон і стратив.

## Звинувачення та страта
Коли після смерті Аркадія на престол вступив Феодосій II (408 рік), Стиліхон сподівався захопити управління Східною імперією і уклав з Аларіхом договір, бажаючи зробити його союзником Італії. Зрештою, цей союз знищив і Стиліхона, і Рим. На чолі придворної інтриги, яка прикривалася патріотичним обуренням, став Олімпій. Стиліхона звинуватили у дружбі з Аларіхом і бажанні звести на престол свого сина, Євхерія. Стиліхон утік до Равенни, однак там його зловив Геракліан і стратив 23 серпня 408 року.
Стиліхон — вельми суперечлива фігура в римській історії. Найчастіше, при його описі вдаються в крайності, зображуючи його або доблесним захисником Риму, або спритним інтриганом і узурпатором. У 405 році за вказівкою Стиліхона були спалені Сивілині книги.